# Sauna
En sauna (finsk: "badstue") er et lille ofte træbeklædt rum eller hus med ens særlig ovn, der er indrettet til at blive opvarmet med tør varme til temperaturer på op mod 100 grader eller mere med henblik på at slappe af og svede. Sauna er det internationale ord for denne slags badstue, men i mange kulturer findes der lignende; eksempelvis den nordamerikanske sweat lodge, den tyrkiske hamam, romernes termer, mayaindianernes temescal og den russiske banja.
Luftfugtigheden i en sauna er i udgangspunkt lav, omkring 20 procent, hvilket gør det lettere at holde den høje temperatur ud. For at øge luftfugtigheden kan man pøse vand på ovnen for derved at skabe damp. Under saunagus blandes vand med æteriske olier.
Saunaer findes som regel i forbindelse med andre badefaciliteter, eksempelvis i en svømmehal, en sportshal eller et fitnesscenter. Den er typisk konstrueret sådan, at flere mennesker kan sidde i den, så den kan bruges i social sammenhæng. Det varierer om saunagængerne er helt eller kun delvis nøgne, og om de to køn holdes adskilte eller ej. Saunaer vandt også indpas i boligbyggeriet i Danmark i 1960'erne og 1970'erne.

## Sundhedsmæssige aspekter
Varmen bidrager til muskelafspænding samt bedre blodgennemstrømning og dermed faldende blodtryk. Som følge af varmen reduceres mængden af kortisol i blodet.
Tysk forskning har påvist, at ophold i sauna kan virke forebyggende på forkølelse og influenza. Det hænger måske sammen med, at varmen øger produktionen af hvide blodlegemer. Også sygdomme som astma og bronkitis kan lindres, fordi den varme øger lungekapaciteten, ligesom også psoriasispatienter kan mindske generne ved at gå i sauna.
Finsk forskning har desuden vist, at risikoen for at dø af hjertekarsygdom var lavere blandt ældre, der ofte tog lange saunabade. Regelmæssige saunaophold kan desuden nedsætte risikoen for pludselig hjertedød, især hvis man kombinerer det med motion. Det er også videnskabeligt bevist, at varmen i saunaen får hjertet til at slå op mod 50 % hurtigere. Pulsen kan stige fra 60-70 slag i minuttet til op mod 110-120 slag i minuttet. Endelig betyder varmen, at kroppen mister en del væske, hvilket blandt andet sker gennem sved. Der udskilles en række affaldsstoffer og bidrager til at fjerne urenheder fra huden, hvilket er gavnligt, hvis man lider af akne.
Det er også dokumenteret, at der er lavere risiko for betændelse i blodet, hvis man går i sauna, og mindre risiko for lungebetændelse.
Forskere har også peget på en sammenhæng mellem hyppige saunabesøg og lavere risiko for demens og alzheimer.
Sauna øger desuden niveauet af endorfiner, hvilket giver bedre humør og reducerer smerter.
Indvendingen mod de positive sundhedseffekter (særligt de, der relaterer sig til blodomløbet) kan være ikke-kausale, idet de, der går sauna også er tilbøjelige til generelt at leve sundt.